# Karmele Aranburu
Miren Karmele Aranburu Puente (San Sebastián, 26 de agosto de 1963) es una actriz, presentadora y cantante española con tesitura de soprano y que ha trabajado en teatro, televisión y cine. Estudió interpretación en la Escuela de Arte Dramático del Gobierno Vasco, Antzerti. Ganó el Premio Unión de Actores a la mejor actriz de reparto de teatro por su participación en Las cuñadas y se hizo famosa a nivel nacional presentando el concurso de La 1 El rival más débil, en el que sustituyó a Nuria González.

## Trabajos

### Televisión

#### Series de televisión
| Nombre                               | Cadena    | Año       | Personaje            | Notas                 |
| ------------------------------------ | --------- | --------- | -------------------- | --------------------- |
| Goenkale                             | ETB1      | 2014-2015 | Arantxa Etxegarai    | 21.º y 22.ª temporada |
| Cómplices                            | Antena 3  | 2009      | Lia                  | Un capítulo           |
| Los hombres de Paco                  | Antena 3  | 2008      | Jueza                |                       |
| El internado                         | Antena 3  | 2007      | Psicóloga            |                       |
| Cuenta atrás                         | Cuatro    | 2007      | Marga                |                       |
| Pilotari                             | ETB1      | 2007      | Maritxu              |                       |
| Aída                                 | Telecinco | 2006      | Profesora            | Un capítulo           |
| Hospital central                     | Telecinco | 2006      | Alicia               | Un capítulo           |
| Motivos personales                   | Telecinco | 2005      | Directora de Prisión | Dos capítulos         |
| Aquí no hay quién viva               | Antena 3  | 2005-2006 | Jueza/Enfermera      | Dos capítulos         |
| Hospital central                     | Telecinco | 2002      | Olga Torres          | Un capítulo           |
| La ley y la vida                     | TVE1      | 2001      | María Cartel         |                       |
| Policías, en el corazón de la calle  | Antena 3  | 2000      | Marga                | 52 capítulos          |
| Compañeros                           | Antena 3  | 1999      | Matilde Campoy       | Un capítulo           |
| El súper                             | Telecinco | 1998      | Asistente social     |                       |
| Señor alcalde                        | Telecinco | 1997      | Maribel              | Un capítulo           |
| Más que amigos                       | Telecinco | 1997      | Directora de cine    | Un capítulo           |
| Periodistas                          | Telecinco | 1997      | Carmen               | Un capítulo           |
| Menudo es mi padre                   | Antena 3  | 1997      | Profesora Instituto  |                       |
| Turno de oficio                      | TVE       | 1996      | Alma                 |                       |
| Médico de familia                    | Telecinco | 1995      | Esperanza            | Un capítulo           |
| Esa forma de amar                    | TVE       | 1991      | Rosa                 |                       |
| Farmacia de guardia                  | Antena 3  | 1990      | Script               | Un capítulo           |
| Cicatrices                           | TVE1      | 1990      | Script               |                       |
| Viaje al español                     | TVE1      | 1990      | Pimpinela            |                       |
| Iluminados                           | TVE1      | 1990      | Begoña               |                       |
| Escalera exterior, escalera interior | TVE1      | 1985      | Carmela              | Un capítulo           |

#### Concursos
| Nombre             | Canal | Año  |
| ------------------ | ----- | ---- |
| El rival más débil | TVE1  | 2003 |

### Cine
| Año  | Película             | Personaje                      | Director         |
| ---- | -------------------- | ------------------------------ | ---------------- |
| 2022 | La vida padre        | Funcionaria depósito municipal | Joaquín Mazón    |
| 2021 | Las cartas perdidas  |                                | Amparo Climent   |
| 2008 | Los girasoles ciegos | Voz                            | José Luis Cuerda |
| 2001 | Jaizkibel            | Karmele                        | Ibon Cormenzana  |
| 1999 | Shacky carmine       | Trío Pimpinela                 | Chema de la Peña |
| 1998 | Ione, igo zerura     | Eva                            | Joseba Salegi    |
| 1988 | Zergatik, panpox?    | Peluquera                      | Xabier Elorriaga |
| 1986 | La monja alférez     | Cómica                         | Javier Aguirre   |
| 1985 | Extramuros           | Monja                          | Miguel Picazo    |